# Resolutie 1820 Veiligheidsraad Verenigde Naties
Resolutie 1820 van de Veiligheidsraad van de Verenigde Naties werd unaniem door de VN-Veiligheidsraad aangenomen op 19 juni 2008. De resolutie eiste een einde van alle seksueel geweld tegen vrouwen en meisjes in gewapende conflicten.

## Inhoud

### Waarnemingen
Burgers maakten het grootste deel van de slachtoffers van gewapende conflicten uit en vooral vrouwen en meisjes werden geviseerd door seksueel geweld als oorlogstactiek om te vernederen, domineren, angst aanjagen en te verjagen. Dit soort geweld bleef soms ook doorgaan na het einde van de vijandelijkheden. Daardoor konden vrouwen minder deelnemen aan het publieke leven na het conflict wat een negatieve weerslag had op de vrede op lange
termijn.

### Handelingen
Seksueel geweld als oorlogstactiek of systematische aanval op de bevolking kon gewapende conflicten verder uit de hand doen lopen en het herstel van de vrede belemmeren. De Veiligheidsraad eiste daarom dat alle partijen in alle gewapende conflicten er onmiddellijk en volledig mee ophielden. Ook moesten ze de bevolking beschermen, hun troepen het plegen van seksueel geweld verbieden en vrouwen en kinderen waartegen seksueel geweld dreigde in veiligheid brengen. Seksueel geweld is een oorlogsmisdaad en een misdaad tegen de menselijkheid. Ook binnen VN-vredesoperaties gold een nultolerantiebeleid op dit gebied.

## Verwante resoluties
- Resolutie 1674 Veiligheidsraad Verenigde Naties (2006)
- Resolutie 1738 Veiligheidsraad Verenigde Naties (2006)
- Resolutie 1882 Veiligheidsraad Verenigde Naties (2009)
- Resolutie 1888 Veiligheidsraad Verenigde Naties (2009)

Lijst ·  1795 ·  1796 ·  1797 ·  1798 ·  1799 ·  1800 ·  1801 ·  1802 ·  1803 ·  1804 ·  1805 ·  1806 ·  1807 ·  1808 ·  1809 ·  1810 ·  1811 ·  1812 ·  1813 ·  1814 ·  1815 ·  1816 ·  1817 ·  1818 ·  1819 ·  1820 ·  1821 ·  1822 ·  1823 ·  1824 ·  1825 ·  1826 ·  1827 ·  1828 ·  1829 ·  1830 ·  1831 ·  1832 ·  1833 ·  1834 ·  1835 ·  1836 ·  1837 ·  1838 ·  1839 ·  1840 ·  1841 ·  1842 ·  1843 ·  1844 ·  1845 ·  1846 ·  1847 ·  1848 ·  1849 ·  1850 ·  1851 ·  1852 ·  1853 ·  1854 ·  1855 ·  1856 ·  1857 ·  1858 ·  1859